# ナチェズ

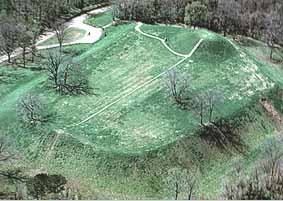
エメラルド・マウンド遺跡の主マウンド

ナチェズ族（Natchez）とはかつてアメリカ南部ミシシッピ州、ルイジアナ州のミシシッピ川下流域のナチェズ・ブラフ(Natchez Bluff)地方を中心に定住していたインディアン部族のひとつ。ナッチェス族、ナチズ族とも表音・表記される。
ナチェズ族は、ミシシッピ下流域の丘陵に祭祀センターを中心に村落を結成して定住していた。広義のミシシッピ文化のプラケメン文化に属し、エメラルド・マウンド(Emerald Mound)などの祭祀センターを築いていた。16世紀には、エルナンド・デ・ソトも訪れている。エメラルド・マウンドが衰退すると、17世紀には、グランド・ヴィッレッジ（Grand Village）にとってかわられた。 フランス人に滅ぼされる前は、一種の首長制国家を築いており、偉大な「太陽王」を頂点に「貴族」、「名誉庶民」で「平民」（臭い人）の順の階層社会であった。農作物ではトウモロコシなどを栽培しながら暮らしていた。ナチェズ語はマスコギ語族だとされる。
数年前にオクラホマ州在住の純粋なナチェズ族の104歳の男性が死んで以来、もう純粋なナチェズ族はいないとされる。現在は混血などで子孫を残し、主に南アパラチア山脈の区域とオクラホマ州に住む。ナチェズ族名から命名されたミシシッピ州ナチェズ市の郊外にはナチェズ族が暮らしていた村を再現した土屋根の小屋などがあり、ナチェズ族が使っていた銅器などの生活用品を展示する博物館があり、国立公園になっている。
現在では純粋なナチェズ族はいないが、A.D. 700から1730年まで栄えていた。1682年以来、ヨーロッパ人、フランスの探検家や司祭、軍人がナチェズ族が住む土地に頻繁に訪れるようになり、1716年ナチェズ族が住む土地にフランスが入植地を築くと、ナチェズ族の平和な暮らしが終わることになる。最初はフランス人入植者とは友好関係を築いていたが、入植地を拡大するためフランスはロサリー城砦を造り、ナチェズ族の土地を奪おうとした。そのためナチェズ族はロサリー城砦を攻撃し、フランス人入植者と戦争に突入した。1722年と1729年も戦ったが、結末はナチェズ族が戦争に負け、なんとか生き残った部族の者達はフランス人入植者から追放された。追放された部族の生き残りはオクラホマ州のインディアンの保留地に送られ、そこでチョクトー族及びクリーク族を始めとするチェロキー族と結合した。